# Heinz & Young
Heinz & Young var en svensk musikduo bestående av Heinz Liljedahl (f.d. Ratata) och Olle Ljungström (f.d. Reeperbahn). Gruppen var aktiva åren 1983-84 och hann släppa albumet Buzzbuzzboys... samt en singel. Liljedahl och Ljungström samarbetade igen under sistnämndas karriär som soloartist under 90-talet.
På albumet Kom ut ikväll! Mauro Scocco 50 (en hyllning) medverkade ett återförenat Heinz & Young med Ratata-covern ”För varje dag”.

## Buzzbuzzboys...
Gruppens enda album Buzzbuzzboys..., släpptes 30 januari 1984 på Stranded Rekords. Albumet innehöll nio spår där No matter at all och California dreamin sedan släpptes som singel. Både Olle Ljungström och Heinz Liljedahl sjöng på låtarna. Kort efter albumet upplöstes bandet. I boken om Olle Ljungström, Jag är både listig och stark (Norstedts, 2011), berättar Ljungström humoristiskt att David Bowie nämndes som medsångare på albumet, men att det i själva verket var Liljedahl som sjöng "Bowie" i sina låtar.
Skivan fick en ganska medelmåttig recension i Göteborgs-Tidningen, där Heinz & Young beskrevs av recensenten som en "stockholmsduo vars försök att mixa element från 60-talsmusiken med bitar av 80-talsmusik lämnar åtminstone mig helt oberörd", fast deras version av låten "California Dreamin'" nämndes som en låt som "går att lyssna på." I Aftonbladet tyckte recensenten att skivan var en "Kul idé men det hade kanske räckt med en EP."

### Låtlista
Spår 1, 3 och 8 är skrivna av Olle Ljungström, spår 2, 4, 5, 6 och 9 är skrivna av Heinz Liljedahl, spår 7 är skriven av John Phillips.
1. Oh Jennie 3.50
2. No Matter At All 3.52
3. Buzzbuzzboys & Bipbipgirls 3.55
4. Just Kind Of Foolish 3.38
5. She's My Baby 4.48
6. Tennessee Coconut 5.30
7. California Dreamin' 2.30
8. Happy Millionaire 4.40
9. Amore Mio 1.20

## Diskografi
Album
- Buzzbuzzboys... (1984)

Singel
- No matter at all / California dreamin'  (1983)